# 柔道讃歌
『柔道讃歌』（じゅうどうさんか）は、原作：梶原一騎・作画：貝塚ひろしによる日本の漫画作品。『週刊少年サンデー』（小学館）にて、1972年21号より1975年14号まで連載された。またそれを原作としたテレビアニメ。「柔道賛歌」と誤記されることが多々ある。

## 概要
梶原一騎の作品としては、『柔道一直線』と並ぶ柔道もので、1961年選手権大会と1964年東京オリンピックでアントン・ヘーシンクに敗れた「屈辱」からの「日本柔道の復興」というテーマを『柔道一直線』から引き継いでいる。また登場する超人的な柔道の技も『柔道一直線』の「地獄車」「二段投げ」「大噴火投げ」などと原理的に共通するものが多い。本作ではそれをさらにエスカレートさせており、「ジャイアントスイングをかけながらブリッジする」「必殺技同士がぶつかりあって相殺し、その衝撃で双方の柔道着が消し飛ぶ」「投げ技を同時にかけ合って2人とも投げ飛ばされる」といった破天荒な描写が続出した。
作風としては、前半の喧嘩少年の設定は『夕やけ番長』に近い。突進太の柔道部入部以降は梶原が描いた過去のスポーツ漫画の要素が集約されている。他の梶原作品では主人公に対する「片親である父親（師匠代わり）または母親」あるいは「肉親以外（親代わり）の師匠」のいずれかが関わるが、この作品では片親である「母」と肉親以外の男の「師匠」を両方、設定し、重要な役割を与えている。特に「師匠が主人公を鍛えるため、敢えて敵にまわる」という梶原ならではの展開は、この作品で初期から基本設定となっている。
また、海辺を舞台にした話、母子家庭で母親が漁師である設定、鯨と鯱の比喩、人間が空中で回る超人的な技など、同時期の『侍ジャイアンツ』と共通点が見られる。母親は一旦、息子が家を出て闘いに入ったら、自分の仕事に徹し、一切、干渉しない方針である点は似ているが、『侍ジャイアンツ』で番場蛮の亡父も母親も野球と（おそらくは）無関係だったのに対し、『柔道讃歌』で母親が柔道（主人公のやる競技）の達人だった点が異なる。
作者はこれまで少年サンデーに「ケンカの聖書」「おとこ道」を発表するが共にヒットせず、本作品がサンデーにおける初ヒットとなった。
2022年3月30日にベストフィールドから初ソフト化となるDVDが発売される。

## ストーリー
主人公・巴突進太（ともえ・とっしんた）は背が低いが喧嘩好きの暴れん坊。千葉県立紅洋高校に入学して、そこで新任の教師・利鎌竜平（とがま・りゅうへい）に出会う。彼にはどこか言い知れぬ凄みがあり、何か秘密を抱えているらしい。
突進太は高校の番長になるべく全スポーツ部に喧嘩を挑んで勝つが、唯一、柔道部の主将大東坊には大いに痛めつけられる。しかし最後に巴投げで勝利、彼に認められて柔道部に入部。
実は突進太の母・輝子は昔講道館で女三四郎と呼ばれた天才柔道家で、そのころ利鎌の兄を投げたことがあり、兄はそれが原因で人生を誤り、孤独な死を迎えていた。利鎌はその復讐のため柔道に打ち込み、必殺技「天地返し」を修得していた。そして兄の仇である女の息子もまた許せないと、柔道部のコーチに就任して突進太らを徹底的にしごく。
突進太の前には様々なライバル達が現れる。突進太は彼らとの戦いの中で必殺技を編み出し、柔道家としても人間としても大きく成長していく。

## 登場人物
巴 突進太（ともえ・とっしんた）
声 - 森功至
本作の主人公。九十九里で漁師を営む母・輝子と二人暮らし。チビだが輝子のスパルタ教育によって鍛えられケンカが強く、近隣の番長としてならしていた。母と共に「母子（おやこ）シャチ」と異名をとる。県立紅洋高校に進学、恩師・利鎌との運命的な出会いにより柔道を志す。短気でケンカっぱやく荒削りな性格だったが、数々の激闘や特訓の中で人間的に磨かれてゆく。母直伝の巴投げを生かした必殺技で利鎌やライバル達と対決する。
重度のマザコンであり、青江波子や高木花実に好意を寄せられても一向になびく気配はない。母・輝子が利鎌と愛し合っていることに激しいショックを受け、自殺未遂や家出騒動まで引き起こした。
全日本柔道選手権大会ではなみいる社会人・大学生の強豪達に混じって出場、準決勝で利鎌との激闘に敗れて4位に終わった。
紅洋高校中退後は講道館の内弟子として東京に下宿し、本郷第三高校の夜間部に転入して柔道に打ち込む。後に講道館のアイドル的存在になり、ついた異名が「昭和の西郷四郎」「講道館の星」。講道館入門後の段位は三段。
勉強嫌いの劣等生だが、原作ではなぜか4回も川柳を読むシーンがある。案外、国語教師であった利鎌の薫陶を受けていたのかもしれない。
- 「赤まんま かみしめる味 母の味」（県大会優勝後に詠んだ句）
- 「海と母 ともに歌える 子守歌」（関東大会後に詠んだ句）
- 「母のひざ ここに日本が ありました」（アメリカ遠征後に詠んだ句）
- 「夕やけや 鬼の心に 泣きました」（利鎌が突進太をかばって高柔連から除名されたことを知り詠んだ句）

好物はアジのタタキのシソの葉まぶし、カツオのタタキ、けんちん汁、おはぎ。下着は輝子の助言により、六尺褌を愛用。
必殺技は「巴二段投げ」「巴黒潮くずし」「巴津波おとし」「山嵐」。
巴 輝子（ともえ・てるこ）
声 - 沢田敏子
旧姓・朝香。今は九十九里の漁師だが、かつては「講道館の花」「女三四郎」と呼ばれた柔道家。段位は女子部五段。得意技は巴投げ。前職は婦人警官。
柔道にのめり込むあまり利鎌の兄・剛介を投げてしまい講道館を追放された。その後、転任願いを出して赴任した九十九里で漁師の巴十郎太と出会い結婚、一子・突進太をもうける。十郎太の死後は女手一つで突進太を育て上げた。柔道を離れてひさしいが腕は衰えておらず、銚子に巡業に来た女子プロレスラーのジャンボ・クインを投げ飛ばしたり、利鎌の「天地がえし」を見てその原理を見抜いたりする。
着物が似合う清楚な美人であり、周囲からの縁談も後をたたないが、断り続けている。かつての恩讐を超えて利鎌を愛するようになり、一時は結婚も考えるが、突進太の猛反対により断念。以後、利鎌への愛はきっぱりとあきらめた。利鎌なき後の紅洋高校柔道部の特別コーチとして部員達を鍛え上げ、突進太の必殺技「巴黒潮くずし」「巴津波おとし」を編み出す特訓にも手を貸す。
巴 十郎太（ともえ・じゅうろうた）
突進太の父。馬力のある小男で村一番の腕の立つ漁師であり、祭りの村相撲でも横綱だった。突進太が幼い頃に亡くなる。
利鎌 竜平（とがま・りゅうへい）
声 - 池水通洋
旧姓・不忍（しのばず）。段位は六段。必殺技は「天地がえし」。突進太の恩師であり、最大のライバルでもある。家族は故郷の母。兄・剛介。尊敬する人物は山岡鉄舟。
稀代の天才柔道家であり、「柔道はスポーツにあらず！たおすか、たおされるかの必殺武道である！！」という信条でスポーツ柔道と化した現在の講道館を厳しく批判している。その妥協を許さない真剣勝負の精神と柔道への異常なまでの執念から「鬼利鎌」（おにとがま）と呼ばれる。「天地がえし」以外にも、柔道着がズタズタになるほどの激しい寝技や、相手が泡を吹いて失神するほどの関節技、華麗な受身も得意とする。
元・文学青年で柔道への興味はなかったが兄・剛介の影響で初段をとらされていた。兄の不遇な死を知り、輝子への復讐を誓って講道館に入門、激しい特訓の末、無敵の必殺技「天地がえし」を完成させる。しかし輝子の消息はわからず、復讐の空しさを感じて自暴自棄になり、「天地がえし」で他の柔道家に大怪我を負わせてしまい、講道館を永久追放される。その後柔道を忘れ、縁あって利鎌家の養子となった。
国語教師として紅洋高校に赴任、突進太のクラスの担任となる。そして柔道部の臨時コーチに就任、突進太達を厳しく鍛え上げる。就任の理由は巴母子への復讐のためだと宣言するが、それは突進太を柔道にのめり込ませるための巧妙な作戦だった。利鎌は厳しい修行に明け暮れるほど、兄・剛介の修行の甘さや慢心を、そして輝子の技の研鑽ぶりを感じて復讐心が薄らいでいたのだ。突進太に「柔よく剛を制す」の夢を見た利鎌は、未だ復讐に燃えているという演技をして突進太のケンカ好きな闘争心を利用しようと考えたのである。
輝子と愛し合うようになるが突進太の自殺未遂にショックを受け、輝子への愛をあきらめて紅洋高校を去る。「男を成長させるものは、なまじの味方との平和よりも、すぐれた敵との激闘の嵐である！！」という考え方から、岐阜県の飛騨山中高校に転任して柔道部の監督になり、天童高志に「天地がえし」を授けて突進太のライバルに育て上げた。
講道館で禁止された無差別級勝ち抜き戦を行った突進太をかばい、高校柔道連盟からも除名される。それ以降は自ら柔道団体「鬼道塾」を立ち上げて塾長となり、全日本柔道選手権大会では強豪達を制して優勝。柔道日本一となる。
紅洋高校赴任当初は過去の経歴を隠し、柔道ができないふりをしたり人前で鼻毛を抜いてみせるなど、三枚目的なポーズをとっていた。輝子との結婚を決意した時は故郷の母を九十九里に呼び寄せる手配までしていた。
不忍 剛介（しのばず・ごうすけ）
利鎌竜平の兄。講道館を代表する強豪の一人。段位は六段。身長1.8メートル、体重95キロの巨漢であり、生一本な熱血漢。
輝子の挑戦を受け、講道館では禁じられていた男女対決をするが、巴投げで投げられてしまう。それ以来周囲から「女に投げられた男」と陰口を叩かれるようになり、いたたまれなくなって講道館を去る。しかし柔道以外で身を立てる方法を知らず、道場を開いたり学校や警察の師範になったが、その陰口から逃れることは出来なかった。最後はヤクザの用心棒にまで落ちぶれ、深酒に溺れ、睡眠薬の飲みすぎでひっそりと孤独死する。
大東坊 一郷（だいとうぼう・かずさと）
声 - 兼本新吾
紅洋高校柔道部主将。突進太の親友。「全校の帝王」と呼ばれ学園を牛耳る95キロの巨漢。得意技は十字締め。
入学初日に全運動部に殴り込みをかけた突進太が偶然柔道部だけを避けたことに不満を持ち、柔道部への殴り込みを強要、突進太と対決する。鍛え上げた柔道の技で突進太のケンカ殺法を圧倒するも、突進太が放った捨て身の巴投げに投げられてしまう。そのことで突進太を大いに気に入った大東坊は突進太を柔道部に入部させる。練習の時も2人でペアを組むことが多く、通学も一緒に鉄ゲタをはいて浜辺づたいに歩いている。
荒尾部長
声 - 阪脩→青野武
紅洋高校柔道部部長。段位は五段。得意技は大外刈。豪快な髭をたくわえた巨漢。
講道館で学んでいたわりには弱く、利鎌や強くなった突進太にはてんで歯が立たない。すぐに特大の涙を流して逃げ回り「おかーちゃん」と叫ぶギャグメーカー。「講道館時代に不忍（利鎌）竜平を投げた」と豪語したり、利鎌転任後の柔道部コーチのあてがないのに「ある」と見栄を張ったり、ホラ吹きの傾向がある。他方、利鎌が不忍竜平であったことが判明すると虚栄心と負け犬根性から嘘をついていたと部員たちの前で正直に告白して謝り、自分のかわりに部長を引き受けてくれと利鎌に頼むなど、善良な部分も持ち合わせている。でべそを気にしている。
大悟 照朝（だいご・てるとも）
講道館東京総本部師範代。段位は七段。突進太の小学生時代に3年連続で柔道日本一をとったほどの大物。全日本選手権大会での突進太と鬼利鎌の激闘に目をつけ、スカウトに現れた。講道館の内弟子となった突進太をさらに鍛え上げ、理論的コーチとなって幻の必殺技「山嵐」の体得に手を貸す。
秋月 要助（あきづき・ようすけ）
第3の勢力・示現殺到流（じげんさっとうりゅう）の総師範代。講道館柔道に敗れて以来凋落した古流柔術の復活を夢見ている。若い門下生が鬼道塾の名を騙って講道館の代表選手を闇討ちするのを止めきれず、門下生をかばって利鎌と対決する。
アントン・ヘーシンク
東京・蔵前国技館で開催された全日本柔道選手権大会に出場する弟子のマックス・ゲーリングの応援に現れた。試合相手が棄権してしまい不戦勝となった利鎌に「ここにきてやりあわんか？！」と挑発され激高し、周囲に引き止められる。突進太とマックスの再試合に際して「巴津波おとし」破りの秘策を伝授するが、その方法は不明。
ジャイアント馬場
ヘーシンクを伴って蔵前国技館に現れ、試合を観戦する。突進太に「ヘーシンク式原爆おとし」を破られて驚くヘーシンクに「武士道」の解説をした。
ザ・デストロイヤー
連載時に放送されていた「うわさのチャンネル」そのままのイメージのおどけたギャグメーカーとして登場。
和田アキ子
デストロイヤーの想像の中で「ゴッドネーチャン」として登場。
青江 波子（あおえ・なみこ）
声 - 麻上洋子
九十九里の一流料亭「まつかぜ」の娘。ミス紅洋高校であり学園のマドンナ。新聞部所属。県大会で優勝した柔道部の取材に訪れたことがきっかけで突進太に興味を持つ。関東大会では自ら臨時マネージャーを買って出る。輝子と利鎌との再婚話のショックで入水自殺を図った突進太を偶然救った。
突進太に好意を寄せていたが、突進太が講道館に入門することを聞いて自らの恋をあきらめる。
高木 花実（たかぎ・はなみ）
東京に引っ越した突進太が住む下宿屋の娘。山口百恵似の美少女で、下宿人達のアイドル的存在。突進太に好意を寄せている。輝子が昔、柔道家であったことを知らず、普通の母親だと思っていた。
帯刀 エリカ（たてわき・エリカ）
帯刀省吾の妹。スポーツでも勉強でも負けたことのない兄・省吾を尊敬している。関東大会では兄の応援団長をつとめていた。輝子以外の女性に心を動かされることのない突進太が珍しく初対面時に赤面するほどの美少女。

### 突進太のライバル達
帯刀 省吾（たてわき・しょうご）
声 - 田中信夫
極東高校柔道部主将。華麗な技の冴えを見せる別名「秒の殺し屋」。容姿端麗・文武両道の人格者として部員達の尊敬を集めている。対校試合で負けた腹いせにケンカを売ってきた突進太を軽く手玉に取るが、突進太のすさまじいまでの勝負への執念に一目置くようになる。その後も対ワーロック戦で空中に投げ出された帯刀を突進太が救ったため、心の交流が生まれた。
後に利鎌の新団体・鬼道塾に入門し、天童に続いて「天地がえし」を授けられる。
必殺技は「大竜巻落とし」「天地がえし」。段位は三段。
ベン・ワーロック
声 - 野島昭生
横浜のアメリカンスクール柔道部員。身長190センチ・体重160キロ近い巨漢。母親は女子プロレスの全米チャンピオン、ジャンボ・クイン。アメリカではヘビー級のアマレスラーであったが、母であるジャンボ・クインが輝子に投げられたショックで引退してしまったため、柔道に興味を持った。
必殺技は「回転地獄ころがし」。
天童 高志（てんどう・たかし）
飛騨山中高校柔道部主将。中学2年の時に山中でイノシシと格闘、これを倒したほどの猛者。そのイノシシの皮を柔道着や学生服の上からはおっている。利鎌から「天地がえし」と巴二段投げ破りの秘策を授けられ、全国大会で突進太の前に立ちはだかる。利鎌を心から尊敬しており、何かと目をかけられている突進太に対して嫉妬心をあらわにすることが多い。利鎌の一番弟子を自認し、鬼道塾の塾生第1号でもある。
必殺技は「天地がえし」。段位は三段。
ストーン・モーガン
全米ハイスクール柔道選抜チームの選手。130キロの巨漢。ブロックを叩き割るほどの石頭で、「巴黒潮くずし」も通用しない。
アニマル・モーガン
ストーンの兄。空手の有段者。試合に負けた弟の復讐で突進太に対決を挑むが、逆にホテルの屋上から落ちそうになり、突進太に命を救われる。
マックス・ゲーリング
アントン・ヘーシンクの愛弟子。西ドイツ出身。段位は三段。通称「ジャンボマックス」。13歳でオール西ドイツ少年柔道大会で優勝した天才少年。日本に柔道留学して講道館で学んでいる。昇段試験のため講道館を訪れたベン・ワーロックをわずか16秒で投げ、気絶させている。
当初は実力に劣る突進太を子供扱いしていたが、利鎌や輝子に師匠のヘーシンクが侮辱されたため、利鎌の弟子である突進太にライバル心を燃やすようになる。全日本柔道選手権大会では突進太と文字通り激突し、一時的な記憶喪失に陥ってしまう。
必殺技は「ヘーシンク式原爆おとし」。
秋月 影也（あきづき・かげや）
示現殺到流の師範代。総師範・要助の息子であり、柔術復活の悲願をかけた秘密兵器。世界選手権で突進太と対決する。前髪をたらしたニヒルな美男子だが、古流柔術の流れをくむ荒っぽい技で対戦相手を再起不能にすることを楽しんでいる。
必殺技は「逆二丁投げ」。
緋文字 金城（ひもんじ・きんじょう）
残波岬高校柔道部主将。柔道と空手の蹴りや突きをミックスした技を使う。妹がアメリカ兵の運転するジープにはねられて亡くなったという過去があり、以来アメリカ人を憎んでいた。一見長髪だが、実はカツラで本当はスキンヘッドであり、カツラをはずしサングラスで変装して自分の復讐に邪魔な突進太を闇討ちにする。ハブの毒を塗ったナイフでベン・ワーロックを刺殺しようとするが、突進太に阻止される。
ボクサー
名も知れぬヤクザの用心棒。傷害事件を起こしてボクシング界を追放された元・一流ボクサー。家出して上野の山に篭っていた突進太と対決する。「巴二段投げ」の前に敗れるが、突進太を気に入り世話をする。母親の再婚が許せずグレてしまった過去があり、突進太に家に帰るよう諭す。
春山 泰蔵（はるやま・たいぞう）
南総里見学園柔道部員。突進太が県大会で対戦した120キロの巨漢。あまりの巨体に得意の巴投げが通じず、突進太は四方固めで負けてしまう。しかし帯刀にはかなわず、わずか8秒で投げられている。
堂島 正也（どうじま・まさや）
霞が浦高校柔道部主将。相撲部主将を兼任する猛者。堂島との対戦が突進太の「巴二段投げ」初披露となった。
嵐山
京都の大学柔道マン。段位は三段。全日本柔道選手権での対戦が突進太の「巴津波おとし」初披露となった。
与名本 ジョー（よなもと・ジョー）
沖縄代表で黒人とのハーフ。段位は三段。足腰の強力なバネを生かした足技の達人。全日本柔道選手権で突進太の「巴津波おとし」の前に敗れる。
アブドーラ・ハッサン
スーダン代表。体重150キロの巨漢。世界柔道選手権で突進太と対戦、「山嵐」の前に敗れる。
オルテガ
メキシコ代表。本職は闘牛士。世界柔道選手権で突進太と対戦、「山嵐」の前に敗れる。

## 必殺技
打倒・帯刀を誓った突進太が利鎌に「天地がえし」の伝授を請うた時、輝子はこれを押しとどめ、「天地がえし」の原理を見抜いた上で「天地がえしでは帯刀に勝てても本家・利鎌には永久に勝てない」と言い放った。「男なら必殺技は自分で作れ」と暗にとけしかけられた突進太は「巴二段投げ」を開発、それに触発されたライバルたちも続々と新必殺技を開発し、物語を盛り上げた。ただし現実の柔道では、どれも反則である。
天地がえし
利鎌が激しい修行の末に編み出した無敵の必殺技。その正体は体落としの連続技。投げ飛ばされた相手が宙に浮いた状態ですかさず二度目の投げをかけるため、相手は常識を超えて空中高く投げ出され、きりもみ状に回転しながら頭から落下する。「普通の技なら相手の体勢を崩してからしかけるが、くずし不要、いきなりの必殺技で理論的にかわしようがない」とは分析した帯刀の弁。突進太×天童戦では審判の肩を足場として利用した空中からの「天地がえし」で突進太を破る。体得は非常に難しいが、利鎌以外に天童と帯刀が体得した。
突進太は一度だけこの技を破っている。技をかけられる瞬間、利鎌の柔道着の懐に足を差込み、勢いで引き裂かれた柔道着がクッションの役割を果したので受身を可能にした。ただこの方法は相手に用心されたら使えないので、あくまでも奇策であった。
巴二段投げ
突進太が二段投げという「天地がえし」の原理を応用し、得意の巴投げに生かした技。巴投げで投げる時に相手を放さずくっついたまま空中に飛び上がり、そこで一回転してもう一度巴投げを放つというもの。対帯刀戦では、スライディングによる足払いと併用された。帯刀の投げ技を避けつつ巴投げの体勢に移行しやすくするためである。
この技は利鎌によって破られている。二度目に投げられた瞬間、両足を相手の首に巻きつけてそのまま一緒に落下するというもの。その方法は天童にも伝授された。
巴黒潮くずし
相手を放さず巴投げをかけつづけたまま回転し、何度も相手の頭部を床に叩きつける連続技。当初は畳の上を回転するだけだったが、対天童戦では天童の目をあざむき「巴二段投げ」に見せかけるため、わざと空中高く舞い上がり、そこで何度も回転してから着地するようになった。
頭部への連続強打で成り立っている技なので、ブロックを叩き割るほどの石頭であるストーン・モーガンにはまったく通用しなかった。別に相手が失神しなくても技が決まった時点で試合は勝ちになるはずだが、途中でそれがきれいさっぱり忘れ去られているというのもこの作品らしい破天荒さである。
巴津波おとし
巴投げで空中高く放り投げた相手をジャンプしてもう一度空中でキャッチ、両足をつかんで受身がとれないようにしたまま相手を顔面から落とし、さらに逆関節を決めた足で相手を振り回して後頭部を強打するというもの。鍛えようがない顔面と後頭部への攻撃、そして逆関節とテコの原理を使った無理のない投げ技が特徴。技の名前は報道陣の質問に答え、輝子が命名した。対利鎌戦では試合開始直後からマットに寝転んで「天地がえし」を避けつつ、寝技に持ち込もうと上から覆いかぶさってくる利鎌に技をかけようとした。
この技も利鎌によって破られている。巴投げをかけられる直前に身体を180度回転させ、胸ではなく背中をつかまれた状態で投げられ、空中でキャッチしようとジャンプしてきた突進太を対面状態で押さえ込んで落下、そのまま上四方固めをするという方法だった。
山嵐
「幻の必殺技」と呼ばれる大技。大悟師範代の指導の下、突進太が1年かけて会得した。作中では原理的な説明がほとんどされていないが、屈むことによって一瞬にして相手を肩の上に乗せ、そのままロケットのように投げ下ろす技のようだ。突進太曰く「タイミングをつかむのが非常に難しい技」とのこと。利鎌は突進太との試合前に「山嵐破りの秘策を見た」と言ったが、相討ちになったため実際に破られることはなかった。その描写を見る限り、実際の山嵐とは別物と考えた方がいいだろう。
大竜巻落とし
帯刀が編み出した必殺技。切れ味するどい一本背負いをかけ、落下してくる相手に強烈な体当たりを食らわし、きりもみ回転を加えて受身をとれなくなった相手を頭から落とすというもの。
対ベン・ワーロック戦では足に故障があったため当たりが弱く、きりもみ回転が少なかったので落下途中のワーロックに柔道着のえりをつかまれて逆に後ろから締め上げられてしまう。
回転地獄ころがし
ベン・ワーロックが編み出した必殺技。相手にジャイアントスイングをかけながらブリッジをして、そのままの体勢で放り出すことにより、相手は凄い勢いで転がっていくというもの。人体の構造上不可能なSF技だが、作中ではごく普通に描かれていた。
この技は突進太によって破られている。突進太は両足をつかまれた瞬間に跳ね上がり、ワーロックに十字絞めをかけてジャイアントスイングを防いだ。
ヘーシンク式原爆おとし
マックス・ゲーリングがヘーシンクから伝授された大必殺技。あまりに危険な技であるため、使用を禁じられていた。空中高く放り上げた相手の背骨めがけて体当たりをくらわして再び跳ね上げる…を繰り返す。マックスによれば「一発ですべての抵抗力を失い、二発目で背骨がぽっきり折れる」とのこと。
突進太は最初受身をとってマックスの肩に着地して逃れたが、二回目は背骨にもろに体当たりをくらってしまう。三回目は体当たりを避けずに頭と頭からぶつかっていき、その激しい衝撃で相打ちになる。
二本背負い
2人で相手の両側に立ち、それぞれ腕をつかんで同時に一本背負いをかける。
鬼道塾の柔道着を着た何者かによる闇討ち事件の際、利鎌の真意をたしかめるべく大菩薩峠にある鬼道塾本部を訪れた突進太と対決した帯刀・天童のコンビが使用した。
逆二丁投げ
示現殺到流に伝わる必殺技。秋月影也が使う。相手の両腕をつかんだままふわりと相手の頭を飛び越えて後ろに着地、逆関節に決まった両腕を一本背負いのようにして投げ、受身がとれない相手をそのまま後頭部から畳に叩きつける。
突進太はとっさに首の向きを変えて後頭部への打撃を逃れたが、顔の側面を叩きつけられて耳から出血する。

## 特訓
本作を印象づけるものに必殺技と並んで特訓がある。本作はスポ根物としては末期の作品であり、過激な描写のインフレ化が進んでいたため、同時期の『侍ジャイアンツ』『紅の挑戦者』『アストロ球団』などと共に「決してマネをしてはいけない」タイプの危険な特訓が続出した。
利鎌が紅洋高校柔道部で行ったもの
海岸の波打ち際を20キロのランニング（後半10キロはペアを組み、1キロ交代で互いにおんぶして走る）
雨の降る日、かろうじて首が出る深さまで海に入り、乱取りをして組み伏せた相手の上に乗って呼吸を確保する
お寺の境内に続く長い石段をうさぎ跳びで何度も往復
利鎌が飛騨山中高校柔道部で行ったもの
鉄ゲタで山道を通学（上り坂はうさぎ跳び）
土地の猟師が「ウサギスベリ」と呼ぶ急な坂道を受身を取りながら転がり落ちる
急流を流れる丸太の上で乱取りをして滝つぼに落ちる際には受身をとる
説明なしに「天地がえし」で相手を投げ続け、その極意をつかませる
利鎌が日本高校選抜柔道チームで行ったもの
川沿いに10メートル四方の穴を掘り、掘った土と川の水を注ぎ入れた泥の中で乱取りする
輝子が紅洋高校柔道部で行ったもの
両脚を縛って木登りさせ下から枯葉を燃やして燻す
突進太が「巴二段投げ」を編み出す際に行ったもの
サーフィンしながら逆立ちをしてバランスをとる
柔道着の帯で自分の両脚を縛り、水車につかまって回転に耐える
米俵に入り、ダンプカーにロープで連結して5キロ転がる
突進太が「巴津波おとし」を編み出す際に行ったもの
夜の砂浜で輝子と巴投げの100本投げと100本受けを繰り返す

## パロディ
当時、同じ「サンデー」誌上で連載されていた永井豪の「おいら女蛮」には、本作のパロディキャラが登場する。女尊（あまぞん）学園柔道部主将・巴追珍太（ともえ・おっちんた）は主人公・女蛮子（すけ・ばんじ）を入部させるべく対決する。蛮子の偽りの色気に翻弄されて苦戦し、掛けた方が必ず死ぬ必殺技「巴竜巻返し」を放って勝利と引き替えに即死した。母子シャチならぬ「母子シャケ」として追珍太の母も登場、「負けたら母さんお前をタタキにして食っちまうよ！」と叫んでいる。また畳に鋲をバラまき、その上に相手を投げる「ビョウの殺し屋」というキャラも登場した。

## コミックス
- 若木書房 コミック･メイト 全16巻（後に電子書籍として復刊）
- ホーム社漫画文庫 全6巻（コミック･メイト版10巻途中までにあたる部分で刊行打ち切り）

その他サンケイ出版から梶原一騎傑作全集の一環で全13巻で刊行される予定だったが、同全集刊行中に梶原一騎に不祥事があったため（詳しくは梶原一騎の項参照）、全集の刊行自体が中断され、結果、刊行は見送られた。

## テレビアニメ
1974年4月1日から9月30日まで日本テレビ系で放送された。全27話。

### スタッフ
- 原作 - 梶原一騎、貝塚ひろし
- 作画監修 - 楠部大吉郎
- 美術監督 - 影山仁
- 撮影監督 - 三沢勝治
- 録音監督 - 千葉耕市
- 音楽 - 高井達雄
- 編集 - 越野寛子
- 録音技術 - 星野敏昭
- 効果 - 片岡陽三、金丸孝彦、横山正和
- 作画 - 山崎和男、百瀬義行、内山正幸、伊東誠、前田実、木村圭市郎、有原誠治、須田裕美子 他
- 美術 - 伊藤雅人、千葉康之
- 背景 - 現代制作集団
- 撮影 - 若菜章夫、大和田亨、若菜三樹雄、小山信夫
- 仕上 - スタジオロビン
- 仕上検査 - 水越恵美子
- 制作進行 - 坂田とおる、桜井博美、松元理人、山下修良
- 録音進行 - 中田明
- 俳優担当 - 千田啓子
- アシスタントディレクター - 上窪健之、石川輝夫
- チーフディレクター - 吉田茂承
- プロデューサー - 川口晴年（日本テレビ）
- 制作協力 - Aプロダクション、東京アニメーションフィルム、映音、東洋現像所
- 制作 - 東京ムービー

### 主題歌
オープニングテーマ - 「柔道讃歌」
作詞 - 梶原一騎 / 作曲・編曲 - 高井達雄 / 歌 - 子門真人
エンディングテーマ - 「母子シャチの歌」
作詞 - 梶原一騎 / 作曲・編曲 - 高井達雄 / 歌 - ロイヤル・ナイツ
上記2曲を収録したEPレコードは、ポリドール（ポリドール・レコード）から発売された。後に2曲とも、CDとして復刻されている。

### 各話リスト
| 話 | 放送日        | サブタイトル            | 脚本     | コンテ       | ディレクター        | 作画監督            |
| -- | ------------- | ----------------------- | -------- | ------------ | ------------------- | ------------------- |
| 1  | 1974年 4月1日 | 血が騒ぐ柔の道          | 山崎晴哉 | 吉田茂承     |                     | 熊野基雄 小泉謙三   |
| 2  | 4月8日        | 宿命の母子三四郎        | 伊東恒久 |              | 御厨恭輔            | 香西隆男 小泉謙三   |
| 3  | 4月15日       | 鬼!利鎌の正体           | 井上知士 | 波多正美     | 川尻善昭            |                     |
| 4  | 4月22日       | おとこ突進太まっしぐら  | 伊東恒久 | みくりや恭輔 | 山口泰弘 荒木伸吾   |                     |
| 5  | 4月29日       | 巨象!春山泰蔵           | 山崎晴哉 | 今沢哲男     |                     | 香西隆男 川尻善昭   |
| 6  | 5月6日        | 血の誓約書              | 井上知士 | 福富博       | 小泉謙三 熊野基雄   |                     |
| 7  | 5月13日       | 突進太けいこどめ!       | 松崎行雄 | 波多正美     | 川尻善昭            |                     |
| 8  | 5月20日       | 嵐の県大会前夜          | 伊東恒久 | 高屋敷英夫   | 山口泰弘 荒木伸吾   |                     |
| 9  | 5月27日       | 死闘!巨象対巴投げ       | 井上知士 | 今沢哲男     | 香西隆男 椛島義夫   |                     |
| 10 | 6月3日        | 母は強し!女三四郎       | 山崎晴哉 |              | みくりや恭輔        | 小泉謙三            |
| 11 | 6月10日       | 秒の殺し屋!帯刀省吾     | 山崎晴哉 | 波多正美     |                     | 川尻善昭            |
| 12 | 6月17日       | 男が売ったこのケンカ    | 井上知士 | 福富博       | 荒木伸吾 山口泰弘   |                     |
| 13 | 6月24日       | 命ぎりぎり!怒濤の対決   | 伊東恒久 |              | みくりや恭輔        | 香西隆男 椛島義夫   |
| 14 | 7月1日        | ライバルに向って立て!!  | 伊東恒久 | 波多正美     |                     | 杉野昭夫            |
| 15 | 7月8日        | 見た!天地返しの正体を!! | 井上知士 |              | みくりや恭輔        | 小泉謙三            |
| 16 | 7月15日       | 必殺技への第一歩        | 山崎晴哉 | 今沢哲男     |                     | 香西隆男            |
| 17 | 7月22日       | 必殺!巴二段投げ!!       | 山崎晴哉 | 波多正美     | 川尻善昭            |                     |
| 18 | 7月29日       | 青い眼の台風上陸!!      | 伊東恒久 |              | みくりや恭輔        | 荒木伸吾            |
| 19 | 8月5日        | 眠った奴は負けだ!       | 井上知士 | 福富博       |                     | 熊野基雄 富永貞義   |
| 20 | 8月12日       | 敗北のための勝利        | 井上知士 | 波多正美     | 木村圭市郎 山口泰弘 |                     |
| 21 | 8月19日       | 出た!大竜巻き落し       | 山崎晴哉 | 波多正美     | 杉野昭夫            |                     |
| 22 | 8月26日       | 血戦!宿命のライバル     | 伊東恒久 |              | みくりや恭輔        | 小泉謙三            |
| 23 | 9月2日        | 回転!地獄ころがし       | 伊東恒久 | 今沢哲男     |                     | 香西隆男            |
| 24 | 9月9日        | 死闘!十文字じめ         | 井上知士 | 福富博       | 荒木伸吾            |                     |
| 25 | 9月16日       | 鬼の告白                | 山崎晴哉 | 波多正美     | 川尻善昭            |                     |
| 26 | 9月23日       | 母ちゃんを奪うもの      | 山崎晴哉 |              | みくりや恭輔        | 小泉謙三            |
| 27 | 9月30日       | 柔の道・柔の夢          | 井上知士 | 吉田茂承     |                     | 木村圭市郎 山口泰弘 |

### 放送局
- 日本テレビ：月曜 19:00 - 19:30
- 札幌テレビ：月曜 19:00 - 19:30[2]
- テレビ岩手：月曜 19:00 - 19:30[3]
- 秋田放送：木曜 17:20 - 17:50[4]
- ミヤギテレビ：月曜 - 金曜 17:00 - 17:30（1976年に放送）[5]
- 福島中央テレビ：金曜 17:00 - 17:30 （1978年に放送）[6]
- 新潟総合テレビ：火曜 17:20 - 17:50（1974年12月まで）[7]→ 土曜 16:25 - 16:55（1975年1月から）[8]
- 信越放送：金曜 17:15 - 17:45[9]
- 富山テレビ：月曜 - 金曜 17:15 - 17:45[10]（1977年に放送。本来の系列局である北日本放送では編成の都合により放送されなかった。）
- 北陸放送：金曜 18:00 - 18:30[11]
- 中京テレビ：月曜 19:00 - 19:30[12]
- 読売テレビ：月曜 19:00 - 19:30
- 日本海テレビ：金曜 18:00 - 18:30[13]
- 西日本放送：木曜 18:00 - 18:30[14]
- 高知放送：月曜 19:00 - 19:30[15]
- 福岡放送：月曜 19:00 - 19:30[16]
- テレビ長崎：月曜 19:00 - 19:30[16]
- 南日本放送：月曜 18:00 - 18:30[17]
- 琉球放送：木曜 18:00 - 18:30[18]

### ネット配信
- 2019年4月24日からYouTubeでトムス・エンタテインメントによるネット配信が行われている。また同年12月17日からはオープニング・エンディング映像も配信されている。なおオープニングの制作クレジットは、初回と同じく「制作 東京ムービー」になっている。